# Wildschütz Jennerwein
Wildschütz Jennerwein ist ein deutscher Heimat-Stummfilm von und mit Hanns Beck-Gaden in der Titelrolle und Grit Haid in der weiblichen Hauptrolle. Die Geschichte wurde an das Volksstück „Jennerweins Ende“ von Ferdinand Winter angelehnt.

## Handlung
Die Geschichte orientiert sich lose an das Leben des Wildschützes (= Wilderers) Georg Jennerwein, das, im Lauf der Zeit wie beim realen Jennerwein, stark romantisiert und verklärt wurde. Aus der Not geboren wird Kriegsheimkehrer Jennerwein, zurückgekehrt in seine bayerische Hochgebirgsheimat, zum Wilddieb, der durch seine Taten lediglich das eigene Überleben sichern will. Die ihn darob nachstellende Staatsmacht in Gestalt von Förstern und Jägern, die in diesem Film sehr negativ dargestellt werden, scheuen keine Mittel, Jennerwein endlich dingfest zu machen. Der aber wird im Lauf der Zeit dank seines guten Herzens und anständigen Charakters quasi zum Volkshelden, der in der Bauernschaft und Dorfgemeinde große Verehrung findet. Am Ende ist der tote Georg Jennerwein nun endgültig zur volkstümlichen Legende aufgestiegen. 

## Produktionsnotizen
Wildschütz Jennerwein entstand von August bis September 1929 im Bavaria-Atelier von München-Geiselgasteig (Atelieraufnahmen) und mit Außenaufnahmen im Berchtesgadener Land. Der Film passierte die Zensur am 23. Oktober 1929 und erhielt Jugendverbot. Die Uraufführung fand am 2. Dezember 1929 in drei Münchner Kinos statt. Die Länge des Sechsakters betrug 2758 Meter.
Die Filmbauten gestaltete Peter Rochelsberg.

## Kritiken
In den Münchner Neuesten Nachrichten hießt es: Das Heimatfilm-Genre “scheint unverwüstlich zu sein. (…) Alle Hochland-Filme, die in den letzten Jahren Franz Seitz oder Hanns Beck-Gaden gedreht haben, waren große Erfolge, besonders auch die Schöpfungen Beck-Gadens, trotzdem sie darstellerisch fast nur ihn selbst und Gritta Ley und szenisch kaum eine einzige Ausstattungspartie boten. (…) Mit dem Manuskript darf man nicht zu scharf ins Gericht gehen; doch sollte sich Beck-Gaden, der sich immer seine Drehbücher selbst schreibt, allmählich dazu übergehen, die Spielszenen mehr in Details aufzulösen, und seine Schauspieler … aus größerer Nähe und weniger theatralisch … zu zeigen..”
Das nationalsozialistische Kampfblatt Völkischer Beobachter giftete angesichts der Sympathieverteilung zugunsten des Wildschützes und zu Ungunsten der staatlichen Autorität: “”Wildschütz Jennerwein“ ist nichts anderes als eine Verherrlichung des Wildschützentums und eine Verhöhnung des Jägers, also der Staatsbeamten und Träger der Ordnung und Hüter des Gesetzes. Die Rollen sind hier völlig vertauscht: Der Wildschütz ist der von Edelmut triefende wahre Held des Volkes, gleichsam ein Karl Moor des Gebirges, und sein Feind, der Jäger, ein gemeines Subjekt, zu jeder Untat fähig.” Man solle sich daher nicht wundern, wenn “aus der gefährlichen Saat solcher alle Autorität zerstörenden Filme schließlich die Ernte des Bolschewismus sprießt”.